# Salzedas
Salzedas es una freguesia portuguesa del concelho de Tarouca, con 8,92 km² de superficie y 861 habitantes (2001). Su densidad de población es de 96,5 hab/km².